# Melanchra diabolica
Melanchra diabolica är en fjärilsart som beskrevs av Plante 1990. Melanchra diabolica ingår i släktet Melanchra och familjen nattflyn. Inga underarter finns listade i Catalogue of Life.